# Алёна Арзамасская
Алёна Арзамасская (Темниковская) (село Выездная Слобода, Арзамас — 1670) — казачка, возглавившая крупный отряд беглых и крепостных людей Арзамасского уезда во время крестьянской войны 1670—1671 годов под предводительством Степана Разина.

## Биография
Родилась в казачьем селе Выездная Слобода под Арзамасом. Известно, что ещё в молодости её насильно выдали замуж за пожилого крестьянина, но тот прожил недолго, и вскоре она стала вдовой. От нужды она постриглась в монахини в Арзамасском Николаевском монастыре. Здесь она обучилась грамоте, узнала народное врачевание. Разработала лекарство от гнойных ран.
В 1669 году, когда началось крестьянское восстание Степана Разина, Алёна покинула монастырь и присоединилась к восставшим. Ей удалось собрать отряд из 300—400 человек, и с ним она направилась к городу Темникову, расположенном на притоке Оки Мокше. В 1670 году её отряд объединился с отрядом Фёдора Сидорова, разбил отряд воеводы Арзамаса Леонтия Шайсукова. После этого повела отряды численностью до 700 человек от Арзамаса к Шацку, затем повернула и взяла Темников. Алёна более двух месяцев управляла городом и войском. В отряде насчитывалось более 2000 повстанцев.
30 ноября 1670 года войско Алёны было атаковано царскими войсками и разгромлено. 4 декабря Алёна была захвачена в Темникове воеводой Ю. А. Долгоруковым. После пыток её осудили к сожжению в срубе как разбойницу и еретичку, подозреваемую в колдовстве. Приговор приведён был в исполнение в Арзамасе 4 декабря 1670 года.
Казнь Алёны привлекла внимание современников-иностранцев (И. Ю. Марций). Ценный рассказ об Алёне Арзамасской сохранился в опубликованной в 1677 году в Альтоне (Германия) брошюре «Поучительные досуги Иоганна Фриша или примечательные и вдумчивые беседы, в которых речь идёт о полезных и поучительных материях, а также каждый раз сообщается о важнейших событиях нашего времени». Фриш пишет:

Через несколько дней после казни Разина была сожжена монахиня, которая, находясь с ним [заодно], подобно амазонке, превосходила мужчин своей необычной отвагой. Когда часть его войск была разбита Долгоруковым, она, будучи их предводителем, укрылась в церкви и продолжала там так упорно сопротивляться, что сперва расстреляла все свои стрелы, убив при этом ещё семерых или восьмерых, а после того, как увидела, что дальнейшее сопротивление невозможно, отвязала саблю, отшвырнула её и с распростёртыми руками бросилась навзничь к алтарю. В этой позе она и была найдена и пленена ворвавшимися [солдатами]. Она должна была обладать небывалой силой, так как в армии Долгорукова не нашлось никого, кто смог бы натянуть до конца принадлежавший ей лук. Её мужество проявилось также во время казни, когда она спокойно взошла на край хижины, сооружённой по московскому обычаю из дерева, соломы и других горючих вещей, и, перекрестившись и свершив другие обряды, смело прыгнула в неё, захлопнула за собой крышку и, когда всё было охвачено пламенем, не издала ни звука.

## Образ Алёны Арзамасской в литературе
- Крупняков Аркадий. «Есть на Волге утес»
- Исторический роман Ивана Наживина «Казаки» (1928).
- Поэма «Песня про Алёну-Старицу» Дмитрия Кедрина (1938).
- Исторический роман С. П. Злобина «Степан Разин» (1951).
- Глава об Алёне Арзамасской есть в книге Натальи Кончаловской «Наша древняя столица», представляющей собой краткое изложение русской истории в стихах[4].
- Алёне Арзамасской посвящена одноимённая поэма известной донской поэтессы Елены Нестеровой[5].
- Эрзянский классик Кузьма Абрамов в своём романе-сказании «Олячинть кисэ» («За волю»; 1989), повествует о борьбе народов Среднего Поволжья против царских воевод и бояр в 1670—1672 годах и не обходит стороной предводителей восстания — Акая Боляева и Алёну Арзамасскую.
- Ярославский писатель Валерий Замыслов в книге «Алёна Арзамасская: Сказание о легендарной воительнице Алёне Арзамасской и удалом атамане Илейке Иванове» прославляет

«…легендарную женщину, сражавшуюся за идеалы добра и справедливости и повторившую судьбу героини Франции Жанны Д’Арк».
- Исторический роман Михаила Петрова «Алёна Арзамасская» (1991).
- Историческая повесть Вячеслава Баринова «Красный петух» (1992).
- Исторический роман Виктора Карпенко «Алёна Арзамасская» (1993).
- Повесть Т. Н. Митряшкина (Тимофей Тимин) «Горит Эрзяния» (2000) посвящена «колоритнейшей и загадочнейшей героине отечественной истории — Олёне Эрзамасской».
- Хроника «Степан Разин» в драматической трилогии Бориса Рябухина из сборника «Российские хроники» (2002).
- Очерк «Крестьянский атаман Алёна» Бориса Рябухина в сборнике «Выход в небо» (2005).
- Пьеса Константина Скворцова «Алёна Арзамасская»[6] (2010).